# Gladys Davis
Gladys Davis (Chiswick, 29 de julho de 1893 - data da morte desconhecida) foi uma esgrimista britânica de florete, medalhista olímpica de prata no evento feminino de florete individual nos jogos Olímpicos de Paris, em 1924.

## Carreira olímpica
Gladys Davis competiu os eventos feminino de florete individual dos jogos Olímpicos de 1924, quando conquistou uma medalha de prata. Na primeira fase, ela conseguiu quatro vitórias e duas derrotas; na fase seguinte, terminou na primeira colocação do grupo e se classificou para a final.